# Diego Ribas da Cunha
Diego Ribas da Cunha (sinh ngày 28 tháng 2 năm 1985) thường gọi là Diego, là cựu cầu thủ bóng đá người Brasil thi đấu ở vị trí tiền vệ công. Anh cũng từng là thành viên của đội tuyển quốc gia Brasil.